# Lockheed Explorer
O Lockheed Explorer foi o avião de madeira de menor sucesso produzido pela Lockheed. A fuselagem do Vega foi combinada com uma asa cantilever baixa. O assento para um único piloto ficava em uma cabine de pilotagem aberta atrás da asa.

## Projeto e desenvolvimento
Os trabalhos no Explorer foram iniciados em 1927 por Sir Hubert Wilkins como uma aeronave para ser utilizada na exploração da Antartica. Entretanto, esta configuração foi julgada não prática e Wilkins optou por usar um Vega equipado com flutuadores. A aeronave incompleta foi colocada em uso em uma tentativa de um voo sem paradas entre o Japão e os Estados Unidos, financiado por um revendedor de madeira chamado John Buffelen e alguns membros da Câmara de Comércio de Tacoma. Com o nome City of Tacoma (Cidade de Tacoma), a primeira tentativa de cruzar o Oceano Pacífico terminou em desastre quando os tanques de combustível que foram enchidos além do limite derramaram na decolagem. Duas tentativas posteriores com Explorers mais novos também terminaram em falha.
A asa de um Explorer acidentado foi incorporado na fuselagem de um Orion pelo aviador Wiley Post, resultando em um híbrido Orion-Explorer comumente chamado de 'Wiley's Bastard' (Bastardo de Wiley) e 'Aurora', apesar de o próprio Post se referir à sua aeronave apenas por seu número de série. A aeronave, com nariz pesado, se acidentou após uma falha de motor logo após a decolagem próximo a Point Barrow no dia 15 de Agosto de 1935, tirando a vida de Post e do humorista Will Rogers.
Lockheed construiu um total de quatro Explorers, todos destruídos em acidentes.

## Variantes
4 ExplorerAeronave de assento único monomotor, equipado com um motor radial Pratt & Whitney Wasp de 450-hp (336-kW). Construído para voos trans-pacífico sem paradas entre o Japão e os Estados Unidos; duas aeronaves construídas.
7 ExplorerVersão atualizada do 4 Explorer, equipada com um motor radial Pratt & Whitney Wasp C; duas aeronaves construídas.